# Greensted
Greensted is een dorp in het bestuurlijke gebied Epping Forest in het Engelse graafschap Essex. Het maakt deel van de civil parish Ongar. Het dorp heeft een kerk van hout, waarvoor de bomen gekapt zijn tussen 998 en 1063. Daarmee is het de oudste houten kerk ter wereld en het oudste houten gebouw in Europa.